# Бокміш
Бокміш (від тюркського baq — доглядати за випасом худоби) (*д/н — після 1184) — половецький хан з племені Іт-оґли лукоморських половців.

## Життєпис
Брат хана Тоглія, напевне, був якимось родичем хана Кобяка.
У 1183 році брав участь у битві на Орелі, в якій половці зазнали поразки, потрапив в полон до Святослава Всеволодовича